# خفاش دم‌کوتاه بنکیث
خفاش دم‌کوتاه بنکیث (نام علمی: Carollia benkeithi) نام یک گونه از سرده خفاش‌های برگ‌بینی دم‌کوتاه است.